# Viù

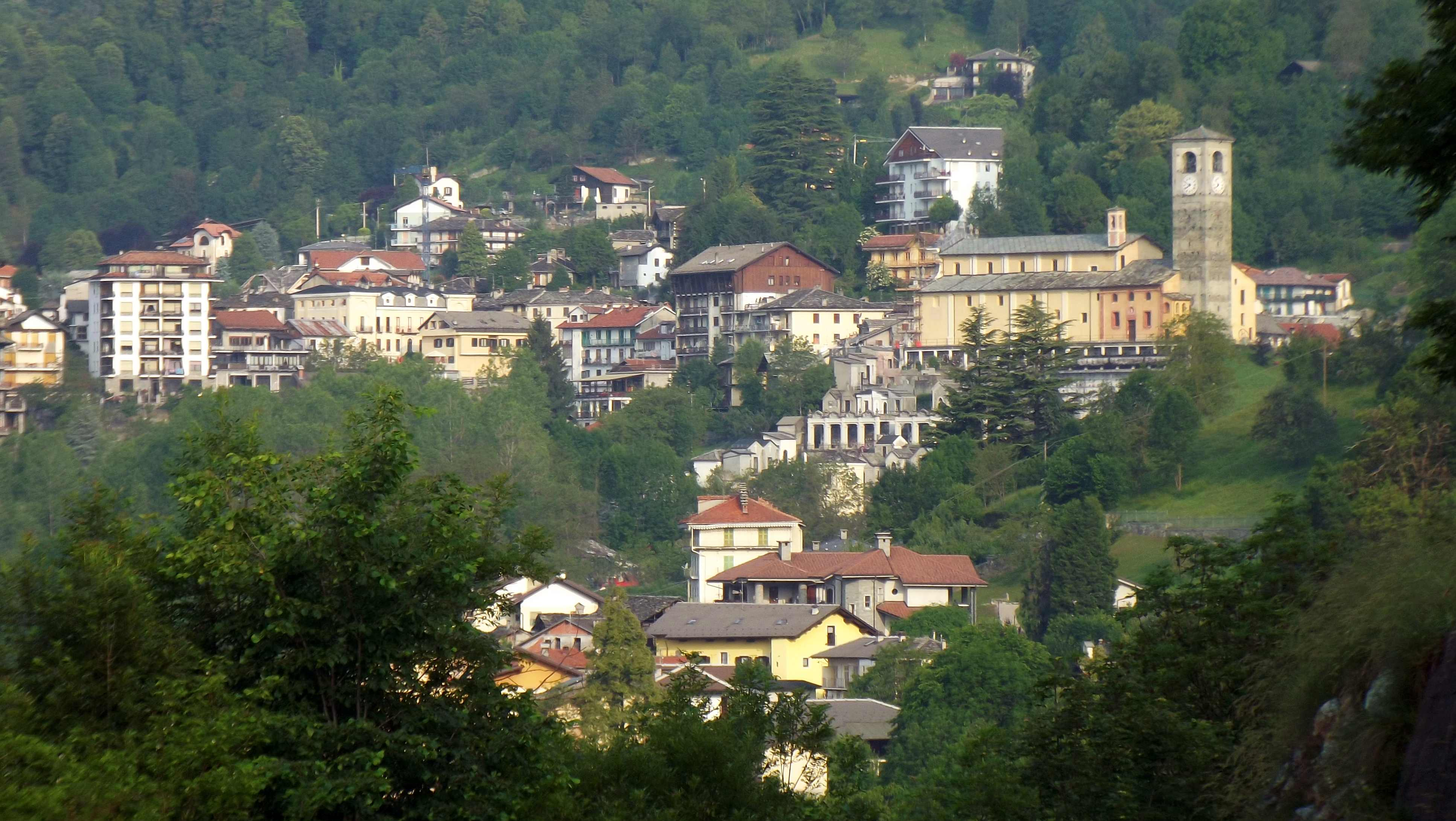
Panorama

Viù es una localidad y comune italiana de la provincia de Turín, región de Piamonte, con 1.171 habitantes.

## Evolución demográfica
| Gráfica de evolución demográfica de Viù entre 1861 y 2001 |
|                                                           |
| Fuente ISTAT - elaboración gráfica de Wikipedia           |